# Филмографија Хавијера Бардема
Хавијер Бардем је шпански глумац и продуцент који је дебитовао као дете у епизоди шпанске телевизијске серије El Pícaro, 1974 године. Хавијер је свој филмски дебитанти почео са мањом улогом у шпанском еротском филму Доба Лулу (1990). Редитељ филма, Бигас Луна, био је импресиониран Бардемом и дао му је прву главну улогу у романтичној комедији Шунка, шунка (1992), уз будућу супругу Пенелопе Круз. Године 1993, Хавијер је играо у још једном Лунином филму Златна јаја, као и у филму El Amante Bilingüe, који је режирао Висенте Аранда. Следеће године, појавио се у филмовима Одбројани дани (1994) и El detective y la muerte (1994). За оба филма био је номинован за награду за најбољег глумца на Међународном филмском фестивалу у Сан Себастијану.
Његова прва улога на енглеском језику била је као затворени кубански дисидент Рејналдо Арена у филму Пре него што падне ноћ (2000), за који је освојио Волпијев пехар за најбољег глумца и био номинован за Оскара за најбољег глумца. Године 2002. појавио се у филмовима Револуција и страст, режисера Џона Малковича, и Понедељком на сунцу, који је режирао Фернандо Леон де Араноа. Године 2004. глумио је уз Тома Круза у филму Колатерал којег је режирао Мајкл Мана. Освојио је другу Волпијев пехар за најбољег глумца те године, за улогу активисте за еутаназију Рамона Сампедра у филму Живот је море. Његова следећа улога била је као психопата и убица Антон Чигурх у филму Нема земље за старце (2007), који су режирали браћа Коен. За ову улогу је освојио Златни глобус за најбољег споредног глумца у филму и Оскара за најбољег споредног глумца. Он је био први шпански глумац који је освојио Оскара.
Хавијера је затим играо у филму Вудија Алена Љубав у Барселони (2008), за који је освојио Златни глобус за најбољег глумца у музичком или комичном филму. Потом је глумио у филму Прелепо (2010), што му је донело Награду за најбољег глумца на Филмском фестивалу у Кану.
Године 2012, Бардем је био наратор у шпанском документарном филму Hijos de las nubes, la última colonia, који је освојио Гоју за најбољи документарни филм. Те године је такође играо злочинца Раола Силву у филму Скајфол (2012), што му је донело Сателит награду за најбољег споредног глумца. Следеће године, глумио је у филму Саветник  (2013), којег је режирао Ридли Скот. Бардем је затим сарађивао са Шоном Пеном на филмовима Стрелац (2015) и The Last Face (2016). Године 2017. играо је антагониста у филму Пирати са Кариба: Салазарова освета и глумио у филму Мајка!, за који је номинован за Златну малину за најгорег споредног глумца за обе улоге. Те године је такође играо Пабла Ескобара у филму Волети Ескобара уз своју супругу Пенелопе Круз. Бардем је у филму Дина (2021) играо Стилгара, што је био његов први филм из жанра научне фантастике након Аутомата (2014). Тек исте године, Бардем је глумио Десија Арназа у филму Рикардови, а његова улога му је донела нову номинацију за Оскара за најбољег глумца.

## Филмографија
| Год. | Наслов                                   | Улога             | Напомена                                           | Реф.          |
| ---- | ---------------------------------------- | ----------------- | -------------------------------------------------- | ------------- |
| 1990 | Доба Лулу                                | Џими              |                                                    | [ 1 ]         |
| 1991 | Високе потпетице                         | ТВ регидор        |                                                    | [ 6 ]         |
| 1992 | Amo tu cama rica                         | Антонио           |                                                    | [ 21 ]        |
| 1992 | Шунка, шунка                             | Раул              |                                                    | [ 22 ] [ 23 ] |
| 1993 | Huidos                                   | Рафаел            |                                                    | [ 24 ]        |
| 1993 | Златна јаја                              | Бенито Гонзалес   | такође потписан и као певач на филмском саундтреку | [ 25 ]        |
| 1993 | El Amante Bilingüe                       | чистач ципела     |                                                    | [ 26 ]        |
| 1994 | Одбројани дани                           | Лисардо           |                                                    | [ 27 ]        |
| 1994 | El detective y la muerte                 | детектив Корнелио |                                                    | [ 28 ]        |
| 1995 | Уста на уста                             | Виктор Вентура    | такође потписан и као певач на филмском саундтреку | [ 29 ]        |
| 1996 | Not Love, Just Frenzy                    | —                 | непотписан                                         | [ 30 ]        |
| 1997 | Љубав може озбиљно угрозити ваше здравље | носач             |                                                    | [ 31 ]        |
| 1997 | Airbag                                   | Хосе Алберто      |                                                    | [ 32 ]        |
| 1997 | Живо месо                                | Давид             |                                                    | [ 22 ]        |
| 1997 | Пердита Дуранго                          | Ромео Долорес     |                                                    | [ 33 ]        |
| 1998 | Торенте, глупа рука закона               | Султан            |                                                    | [ 34 ]        |
| 1999 | Међу твојим ногама                       | Хавијер           |                                                    | [ 25 ]        |
| 1999 | Друга кожа                               | Диего             |                                                    | [ 35 ]        |
| 1999 | Los Lobos de Washington                  | Алберто           | такође извршни продуцент                           | [ 36 ] [ 37 ] |
| 2000 | Пре него што падне ноћ                   | Реиналдо Аренас   |                                                    | [ 6 ]         |
| 2001 | Don't Tempt Me                           | Тони Грако        |                                                    | [ 22 ]        |
| 2002 | Револуција и страст                      | Агустин Рејас     |                                                    | [ 7 ]         |
| 2002 | Сунчани понедељци                        | Санта             |                                                    | [ 8 ]         |
| 2004 | Колатерал                                | Феликс            |                                                    | [ 38 ]        |
| 2004 | Живот је море                            | Рамон Сампедро    |                                                    | [ 39 ]        |
| 2006 | Гојине утваре                            | Лоренцо           |                                                    | [ 40 ]        |
| 2007 | Љубав у доба колере                      | Флорентино Арица  |                                                    | [ 41 ]        |
| 2007 | Нема земље за старце                     | Антон Чигур       |                                                    | [ 42 ]        |
| 2008 | Љубав у Барселони                        | Хуан Антонио      |                                                    | [ 43 ]        |
| 2010 | Прелепо                                  | Уксбал            |                                                    | [ 44 ]        |
| 2010 | Једи, моли, воли                         | Фелипе            |                                                    | [ 45 ]        |
| 2012 | Sons of the Clouds: The Last Colony      | наратор           | глас                                               | [ 46 ]        |
| 2012 | Скајфол                                  | Раул Силва        |                                                    | [ 47 ]        |
| 2012 | Острво наше љубави                       | Отац Квинтана     | други наслов Оток наше љубави                      | [ 48 ]        |
| 2013 | Саветник                                 | Рејнер            |                                                    | [ 16 ]        |
| 2013 | Заљубљени шкорпион                       | Солис             |                                                    | [ 49 ]        |
| 2014 | Аутомата                                 | плави робот       | глас                                               | [ 19 ]        |
| 2015 | Стрелац                                  | Феликс            |                                                    | [ 50 ]        |
| 2016 | The Last Face                            | Мигел Леон        |                                                    | [ 51 ]        |
| 2017 | Пирати са Кариба: Салазарова освета      | Армандо Салазар   |                                                    | [ 52 ]        |
| 2017 | Мајка!                                   | себе              |                                                    | [ 53 ]        |
| 2017 | Волети Ескобара                          | Пабло Ескобар     | такође продуцент                                   | [ 54 ] [ 55 ] |
| 2018 | Thy Kingdom Come                         | Отац Квинтана     | такође продуцент                                   | [ 56 ]        |
| 2018 | Сви знају                                | Пако              |                                                    | [ 57 ]        |
| 2020 | Путеви који нису преузети                | Лео               |                                                    | [ 58 ]        |
| 2021 | Дина                                     | Стилгар           |                                                    | [ 18 ]        |
| 2021 | Добар Шеф                                | Бланко            |                                                    | [ 59 ]        |
| 2021 | Рикардови                                | Деси Арназ        |                                                    | [ 60 ]        |
| 2022 | Лил, Лил, крокодил                       | Хектор П. Валенти |                                                    | [ 61 ]        |
| 2023 | Мала сирена                              | Краљ Тритон       |                                                    | [ 62 ] [ 63 ] |
| 2024 | Дина: Други део                          | Стилгар           |                                                    | [ 64 ]        |
| 2024 | Spellbound                               | Краљ Солон        | гласовна улога                                     | [ 65 ]        |
| 2025 | F1                                       | Рубен             | постпродукција                                     | [ 66 ]        |

| Филмови који још нису објављени | Означава филмове који још нису објављени |

## Телевизија
| Год.  | Наслов                                     | Улога         | Напомена                               | Реф.   |
| ----- | ------------------------------------------ | ------------- | -------------------------------------- | ------ |
| 1974. | El Pícaro                                  | —             | дечји глумац                           | [ 67 ] |
| 1986. | Segunda enseñanza                          | Пабло         | прва понављајућа улога                 | [ 67 ] |
| 1991. | El C.I.D.                                  | Винс          | епизода: Thursday's Child              |        |
| 2018  | Asesinato en el Hormiguero Express         | себе          | телевизијски специјал                  | [ 68 ] |
| 2020. | Home Movie: The Princess Bride             | Ињиго Монтока | епизода: Chapter Ten: To the Pain!     | [ 69 ] |
| 2024. | Чудовишта: Прича о Лајлу и Ерику Менендезу | Хосе Менендез | главна улога; такође извршни продуцент | [ 70 ] |